# Демихово (Можайский район)
Демихово — деревня в Можайском районе Московской области в составе сельского поселения Горетовское. Численность постоянного населения по Всероссийской переписи 2010 года — 2 человека, в деревне числятся 1 улица и 1 садовое товарищество. До 2006 года Демихово входило в состав Глазовского сельского округа.

## География
Деревня расположена на севере центральной части района, примерно в 29 км к северо-западу от Можайска, на безымянном левом притоке Москва-реки (сейчас впадает в Можайское водохранилище), высота центра над уровнем моря 201 м. Ближайшие населённые пункты — Мышкино на юго-востоке и Дёрново на юге. Через деревню проходит региональная автодорога 46Н-05488 Тетерино — Поречье.